# Саєлеле (комуна)
Саєлеле (рум. Saelele) — комуна у повіті Телеорман в Румунії. До складу комуни входять такі села (дані про населення за 2002 рік):
- Пляшов (1027 осіб)
- Саєлеле (1880 осіб) — адміністративний центр комуни

Комуна розташована на відстані 126 км на південний захід від Бухареста, 50 км на захід від Александрії, 89 км на південний схід від Крайови.

## Населення
У 2009 року у комуні проживали 2943 особи.